# P-11
Pour les articles homonymes, voir P11.
La PU-11 est une voie rapide urbaine qui permet d'accéder à Palencia par le sud.
Elle se déconnecte de l'A-67 (Palencia - Santander) au sud à hauteur de Villamuriel de Cerrato pour desservir la zone sud de la ville
D'une longueur de 4.6 km environ, elle relie l'A-67 au centre-ville de Palencia.

## Tracé
- Elle se détache l'A-67 tout près de Villamuriel de Cerrato et se termine sur la 'Carretera de Madrid au sud de la ville.

## Sorties
| Sorties | Villes                                              |       |
| ------- | --------------------------------------------------- | ----- |
|         | Madrid - Valladolid A-62 Salamanque - Portugal A-62 | A-67  |
| 02      | Villamuriel de Cerrato - Soto de Cerrato            | P-900 |
| 03      | Torrelavega - Santander                             | N-611 |
| 04      | Los Olmillos                                        |       |
|         | Palencia Sud - Palencia-Avenida de Madrid           |       |